# Rt Buor-Haja
Rt Buor-Haja (rus. Мыс Буор-Хая) je rt u Laptevskom moru, u ruskoj republici Jakutiji.

## Geografija
Nalazi se između zaljeva Buor-Haja na zapadu i Janskog zaljeva  na istoku. To je uočljiv rt i ima 11 m visoko svjetlo na tornju.
More na području oko rta zaleđeno je oko devet mjeseci svake godine i često je zakrčeno santama leda. Na njegovoj istočnoj strani nalazi se dugačka polupotopljena jaruga poznata kao Kosa Buor-Haja.

## Klima
Područje ima subarktičku klimu (Dfc) koja graniči s klimom tundre (ET).

## Vanjske poveznice
- Mjesto  Arhivirana inačica izvorne stranice od 9. siječnja 2008. (Wayback Machine)
- Kosa Buor-Khaya